# Anne Warner
Anne Elizabeth Taubes Warner (* 24. August 1954 in Boston) ist eine ehemalige US-amerikanische Ruderin, die 1976 Olympiadritte mit dem Achter wurde. 
Die 1,73 m große Anne Warner gewann 1975 bei den Weltmeisterschaften in Nottingham die Silbermedaille hinter dem DDR-Achter. Aus diesem Boot waren ein Jahr später noch Carol Brown, Anne Warner, Carie Graves und Steuerfrau Lynn Silliman dabei. Der neu besetzte Achter erreichte bei den Olympischen Spielen 1976 in Montreal den dritten Platz hinter den Booten aus der DDR und der Sowjetunion. 1977 bildeten Anita DeFrantz und Anne Warner aus dem Vorjahresachter einen Zweier ohne Steuerfrau und belegten den sechsten Platz bei den Weltmeisterschaften 1977. 1978 kehrten beide in den Achter zurück, der den vierten Platz bei den Weltmeisterschaften erreichte.
1980 war Anne Warner Mitglied des US-Achters, der in Luzern den Achter aus der DDR schlug. Bei den Olympischen Spielen 1980 in Moskau traten wegen des Olympiaboykotts keine Sportlerinnen und Sportler aus den Vereinigten Staaten an. 
Anne Warner studierte an der Yale University und an der Harvard Law School. Sie war später Rechtsanwältin und Rechtsberaterin von Alexion Pharmaceuticals.